# كارل باري شاربلس
باري شاربلس (K. Barry Sharpless) هو كيميائي ولد في 28 أبريل 1941 في فيلادلفيا. يعمل أستاذ الكيمياء في معهد سكريبس للأبحاث في ولاية كاليفورنيا.
درس في معهد دارتموث وتحصل على دكتوراه من جامعة ستانفورد سنة 1968. أكمل عمل لمرحلة ما بعد الدكتوراه في
جامعة ستانفورد وجامعة هارفرد.
تحصل على جائزة نوبل في الكيمياء لسنة 2001 مع ريوجي نويوري ووليام نولز لتطويره مواد تسرع التفاعلات الكيميائية لاستخدامها في إنتاج أدوية للقلب.
تحصل شاربلس على نصف الجائزة لتطويره واقتسم نولز والياباني نويوري من جامعة ناغويا باليابان النصف الآخر من الجائزة لقيام كل منهما بتطوير مواد عجلت بإنتاج منتجات دوائية.
في سنة 2022 حاز شاربلس مرة أخرى على جائزة نوبل مع كارولين بيرتوزي ومورتن ميلدال مكافأة على ما أنجزوه في تطوير ما يعرف بالكيمياء النقرية؛ وبهذا التتويج، يكون عالم الكيمياء الأميركي، باري شاربلس، (81 عاماً) خامس شخص يتمكن من إحراز جائزتين اثنتين من نوبل، منذ بدء تسليم الجائزة.

## روابط خارجية
- كارل باري شاربلس على موقع الموسوعة البريطانية (الإنجليزية)
- كارل باري شاربلس على موقع مونزينجر (الألمانية)
- كارل باري شاربلس على موقع إن إن دي بي (الإنجليزية)